# Forte Cima Lan
Il forte Cima Lan è stata una fortezza militare costruita a difesa del confine italiano contro l'Impero austro-ungarico. Il forte si trova a Cima Lan, nel territorio comunale di Arsiè.

## Storia
Il forte di Cima Lan faceva parte dello sbarramento Brenta-Cismon. I lavori di costruzione iniziarono nel 1908 sotto la direzione del capitano del genio Antonio Dal Fabbro e non furono finiti allo scoppio della prima guerra mondiale. Data la distanza dal fronte, il forte non ebbe molta importanza nel conflitto, ma durante la ritirata italiana esso venne fatto saltare in aria per non lasciarlo agli austriaci che avanzavano.
Oggi il forte è in rovina, in parte crollato nella ritirata italiana, mentre le parti ancora riutilizzabili vennero asportate dai recuperanti dei paesi sottostanti. Oltre al forte ricoperto di vegetazione, vi sono anche i ruderi della scuderia, l'abitazione del comandante e la caserma.

## Caratteristiche
Il forte Cima Lan era formato da un parallelepipedo in calcestruzzo. La struttura era composta da due piani, ed al suo interno c'erano una cucina, due posti di guardia e tre camerate della capienza di 48 uomini ciascuna. Faceva parte del forte, anche una piccola centrale idro-elettrica che dava corrente a tutto l'impianto ed una polveriera esterna alla batteria corazzata. Il fronte di gola disponeva di finestrature ed ingresso a prova di fucile, di un cancello metallico a 2 battenti e di un ponte metallico retraibile.

### Armamento
Dal 1914 al 1917, periodo in cui il forte è stato bellicamente efficiente, esso era armato con: 
- Quattro cannoni da 149 A in cupole corazzate girevoli + una cupola corazzata adibita ad osservatorio;
- Quattro torrette corazzate a scomparsa del tipo Gruson equipaggiate con mitragliatrici tipo Maxim.

## Vie d'accesso
Il forte si trova sulla cima del monte (1261 m s.l.m.) mentre i ruderi della caserma, della scuderia e dell'abitazione del comandante si trovano sulla strada che conduce al forte. Per raggiungere il forte partendo da Arsiè, bisogna seguire la strada che porta verso le frazioni di Mellame e successivamente Rivai, fino ad arrivare a Col Perer, da dove si diramano 3 strade che portano (partendo da sinistra) a Cima Campo, a Lamon ed a Cima Lan. Dopo circa 3 km si segue la strada di Cima Lan (Strada militare Col Perer-Cima Lan) e si raggiunge un bivio: prendendo il sentiero di sinistra e proseguendo a piedi, si raggiunge il forte.

## Galleria d'immagini

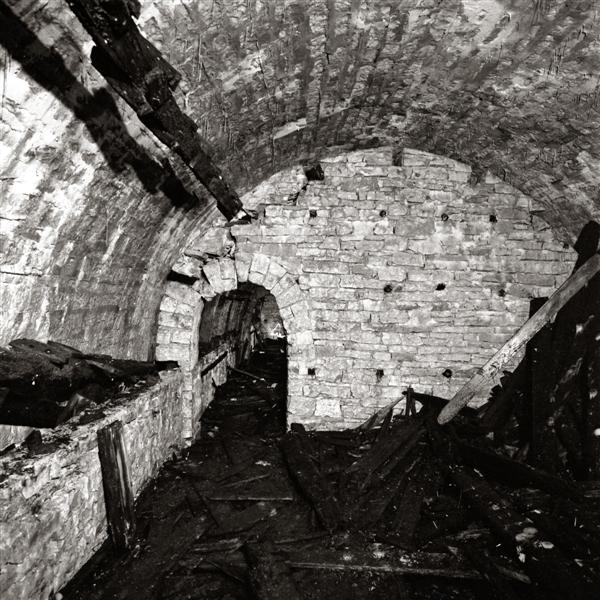
Una stanza della polveriera
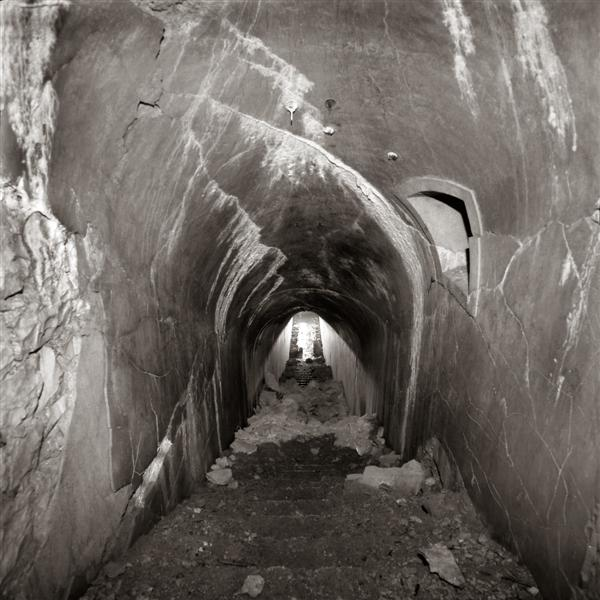
L'entrata della polveriera
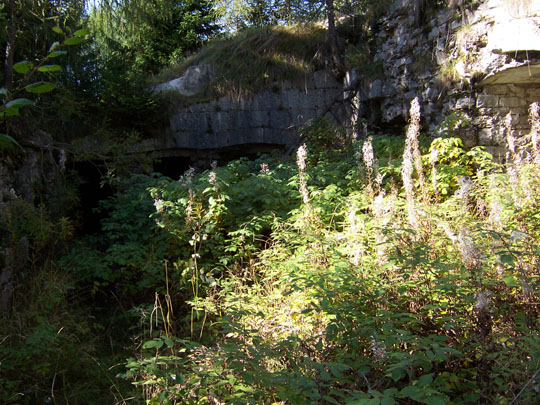
Entrata alla centrale ormai del tutto ricoperta dalla vegetazione.
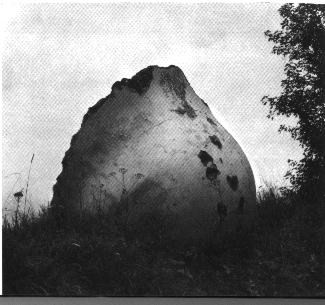
Cupola di un generatore, che dopo l'esplosione è rotolata fino alla strada sottostante.
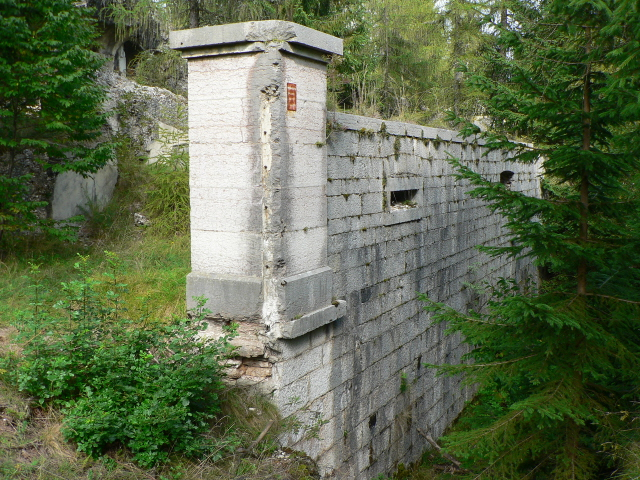
Entrata delle rovine del forte.
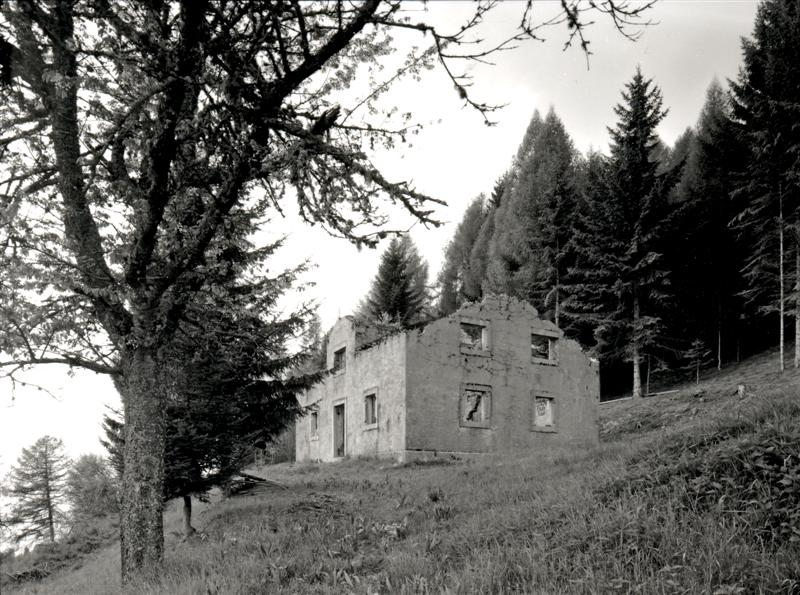
L'abitazione del comandante.
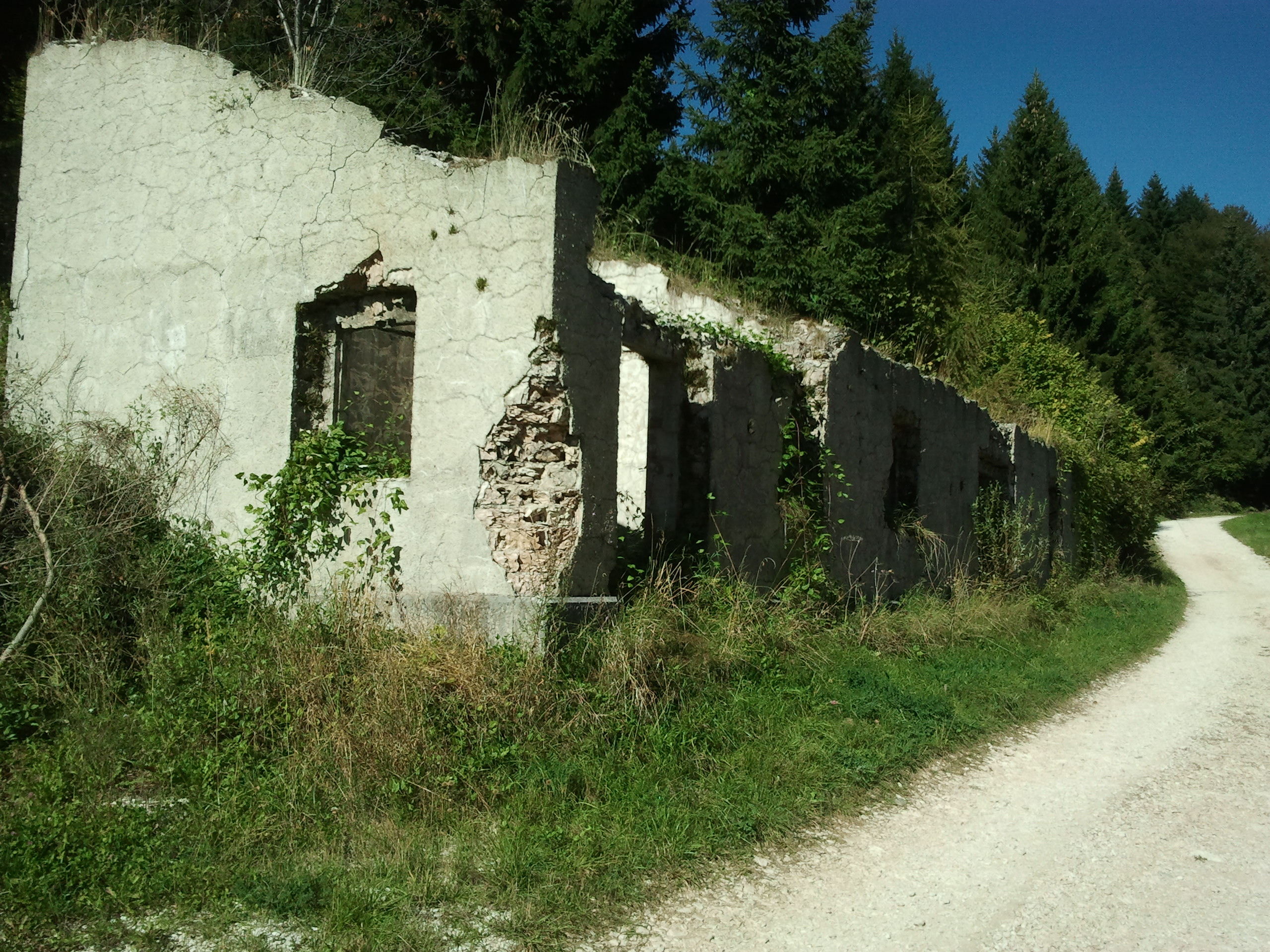
I resti della scuderia del forte.
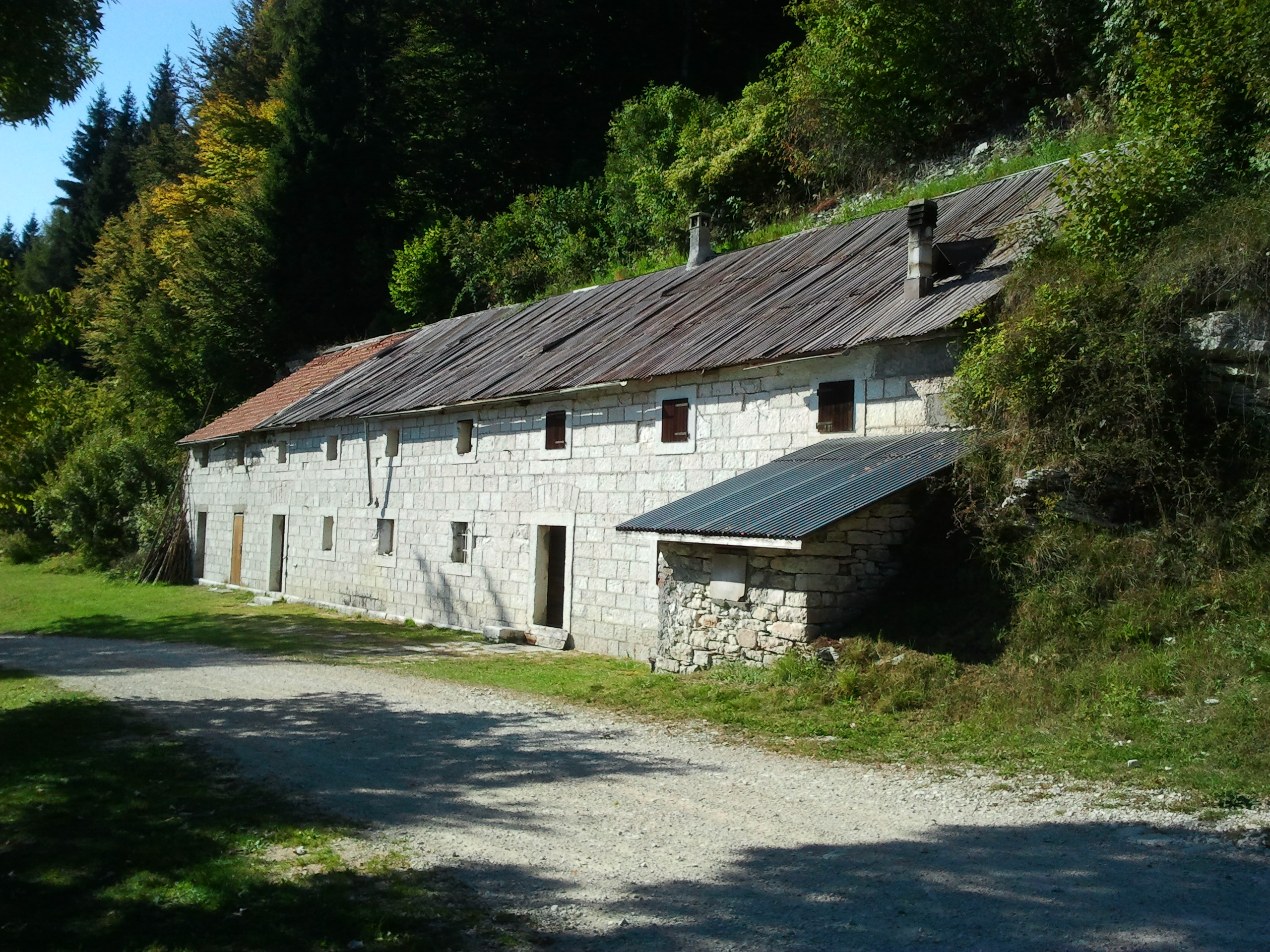
La caserma del Forte Cima Lan.
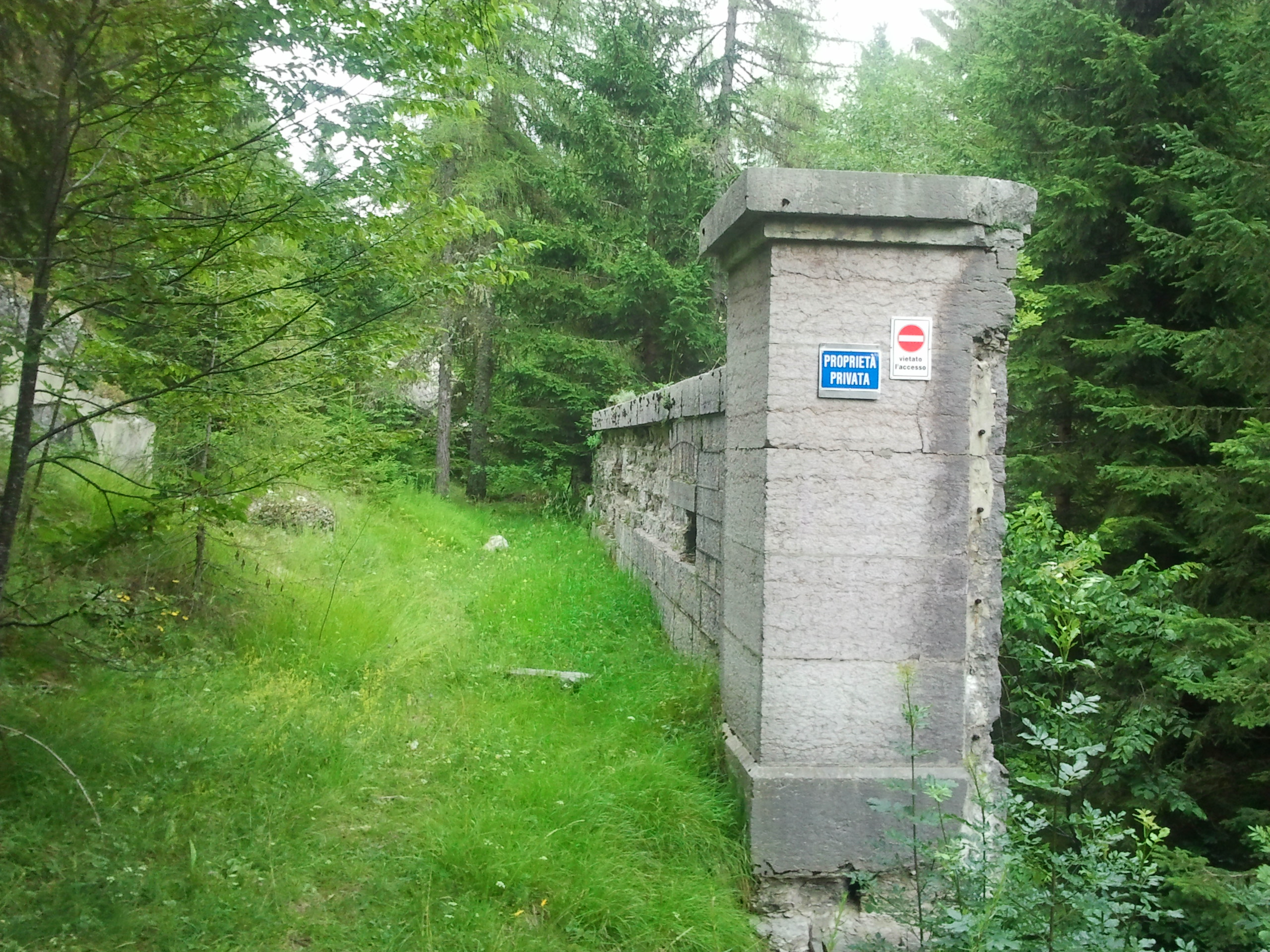
Pilastrone che reggeva il vecchio cancello del forte.
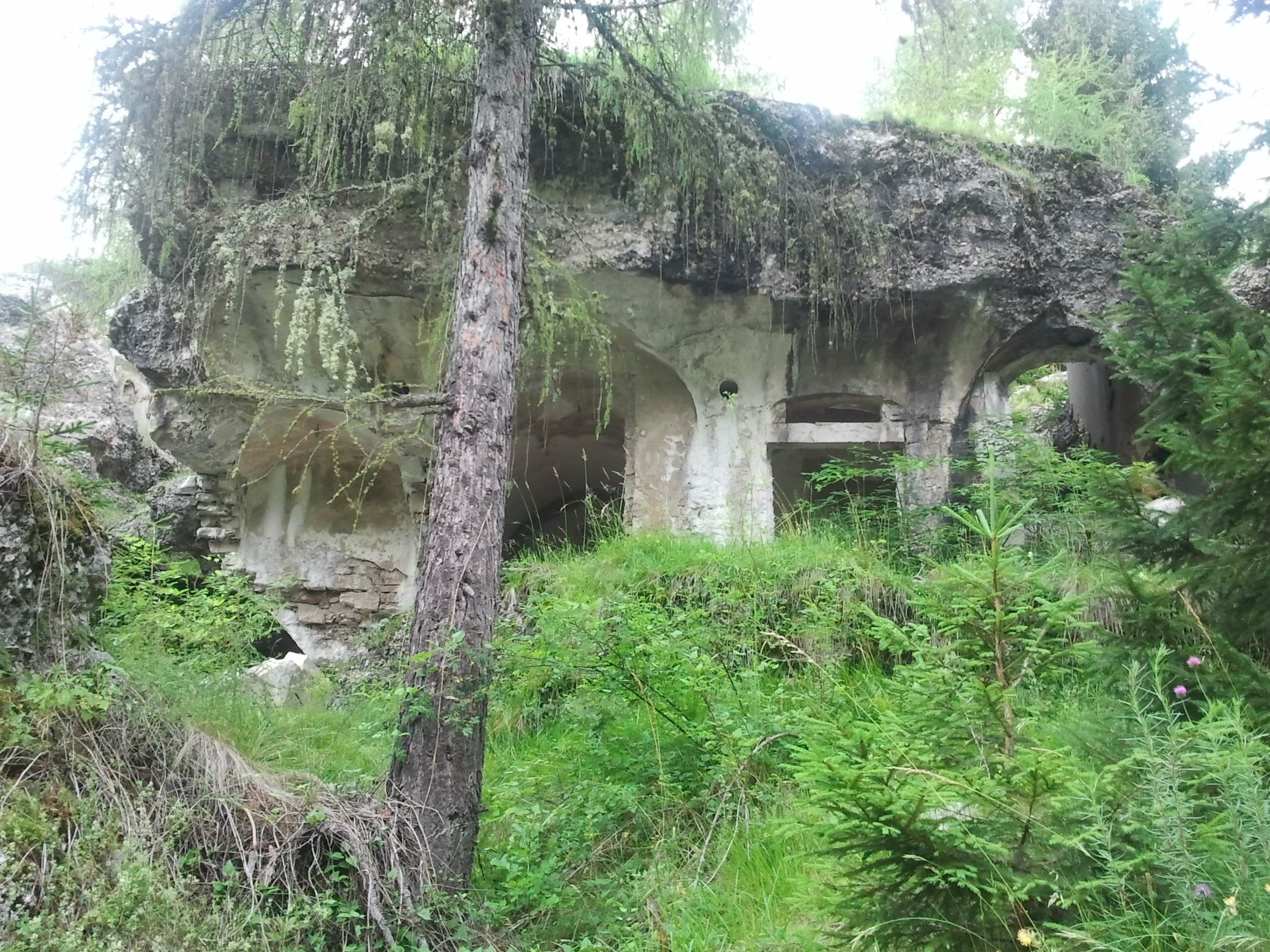
Rovine delle cupole dei cannoni.
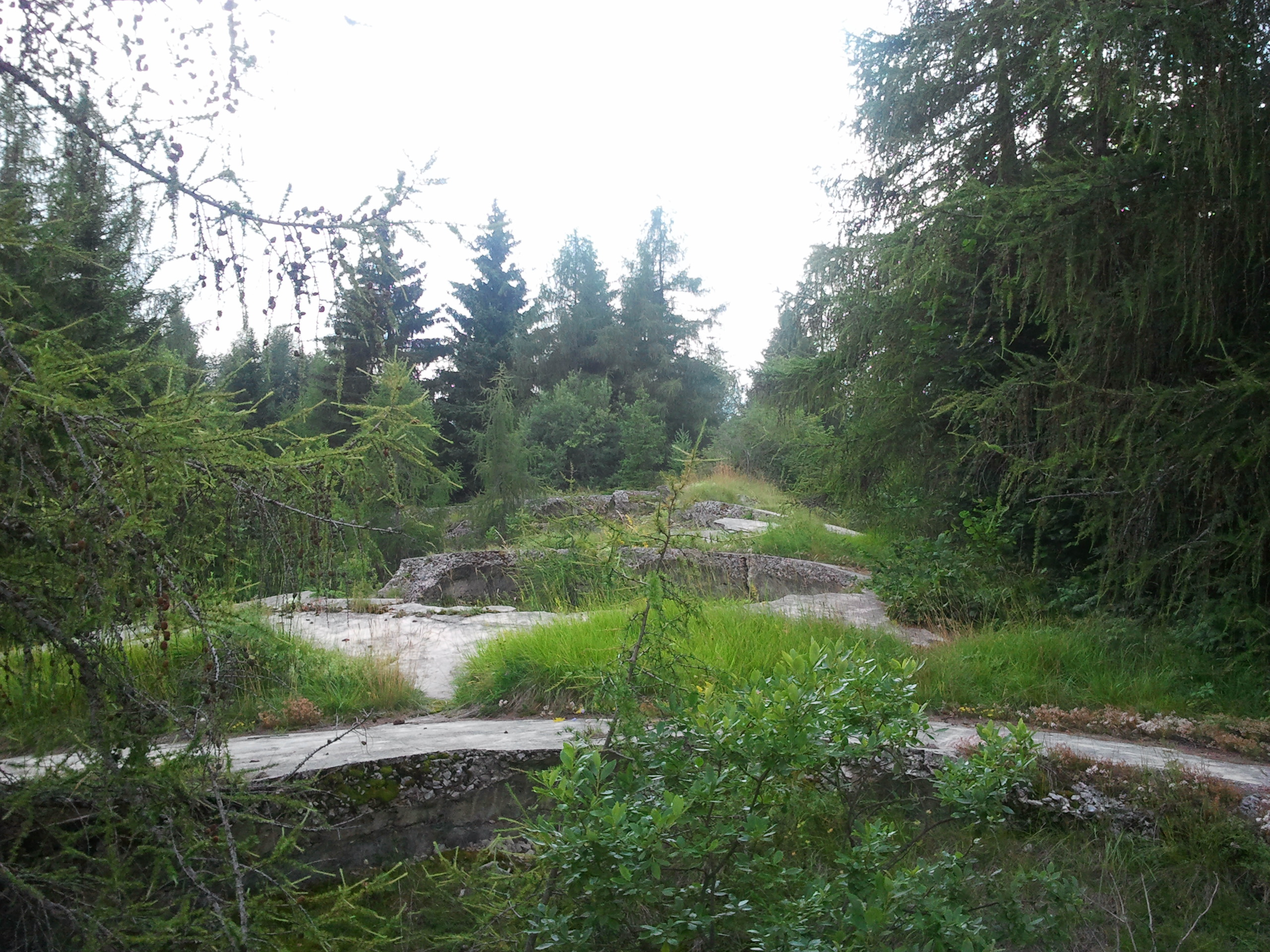
Vista dall'esterno delle cupole contenenti i cannoni e l'osservatorio.
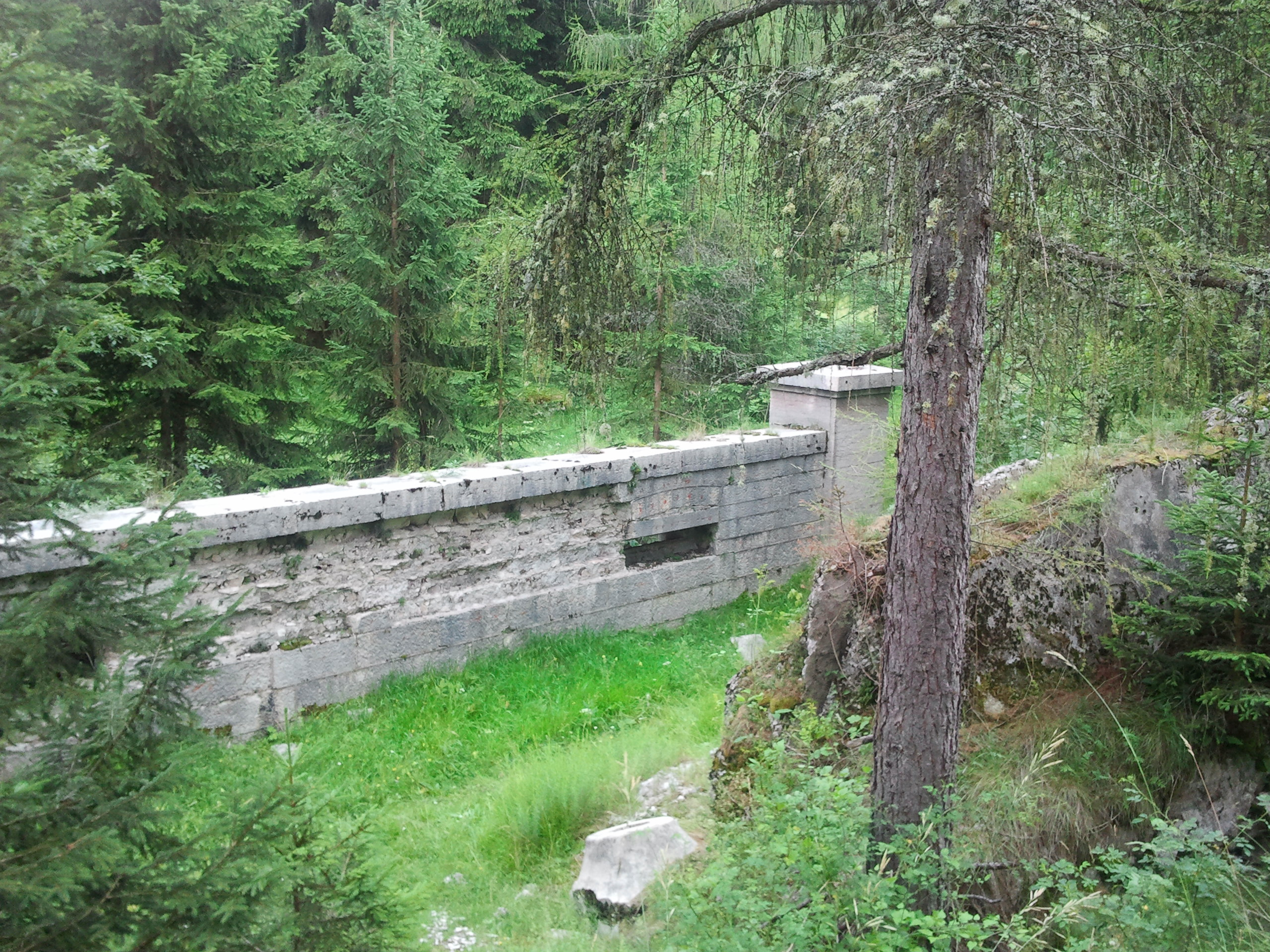
Parte delle mura esterne.